# Shatter Me (album)
Shatter Me – drugi album studyjny amerykańskiej skrzypaczki i solistki Lindsey Stirling. To pierwszy album Stirling, który zawiera współpracę z innymi wokalistami, w tym z Lzzy Hale i Dia Frampton.

## Lista utworów
Wszystkie utwory pojawiają się na iTunes
| 1.      | "Beyond the Veil" (Lindsey Stirling, SILAS)                          | 4:14  |
| 2.      | "Mirror Haus" (Stirling, SILAS)                                      | 3:55  |
| 3.      | "V-Pop" (Stirling, Marko G)                                          | 3:45  |
| 4.      | "Shatter Me" (featuring Lzzy Hale) (Stirling, SILAS, Dia Frampton)   | 4:40  |
| 5.      | "Heist" (Stirling, Kill Paris)                                       | 3:26  |
| 6.      | "Roundtable Rival" (Stirling, Sterling Fox, Scott Gold)              | 3:23  |
| 7.      | "Night Vision" (Stirling, Robert DeLong)                             | 3:40  |
| 8.      | "Take Flight" (Stirling, SILAS)                                      | 4:24  |
| 9.      | "Ascendance" (Stirling, Marko G)                                     | 4:26  |
| 10.     | "We Are Giants" (featuring Dia Frampton) (Stirling, SILAS, Frampton) | 3:43  |
| 11.     | "Swag" (Stirling, SILAS)                                             | 3:10  |
| 12.     | "Master of Tides" (Stirling, SILAS)                                  | 4:21  |
| Długość | Długość                                                              | 47:07 |

### iTunes[3]Edycja rozszerzona
| 13.           | "Eclipse" (Stirling, Sam Hollander, Steve Shebby, Reuben Keeney, Rafii) | 3:15  |
| 14.           | "Sun Skip" (Stirling, DeLong)                                           | 3:46  |
| 15.           | "Take Flight" (orchestral version) (Stirling, SILAS)                    | 4:24  |
| Total length: | Total length:                                                           | 58:32 |

## Twórcy
- Lindsey Stirling – skrzypce, wokal
- Andrew Maury –  produkcja muzyczna (5, 6)
- Dia Frampton – wokal (10)
- Joe Lambert – produkcja muzyczna
- Josh Rossi – dyrektor artystyczny, fotografia
- Justin Glasco – inżynier(5)
- Kill Paris –  produkcja muzyczna (5)
- Liam Ward – oprawa graficzna
- Lzzy Hale – wokale(4)
- Marko G – producent, inżynier, (3, 9)
- Robert DeLong – producent, inżynier, (7)
- Scott Gold – producent, inżynier(6)
- SILAS – producent,  inżynier,  (1, 2, 4, 8, 10–12)
- Reuben Keeney – producent
- Rafii – producent